# Sal y Pimienta (programa de televisión)
Sal y Pimienta fue un programa venezolano de humor y comedia de 1993, producido por Venevision International y distribuido por Cisneros Media. La serie está basada en los personajes Flora y Hortensia de Radio Rochela del canal Radio Caracas Televisión. Fue emitido en Venevisión desde el 3 de mayo de 1993 hasta el 15 de septiembre de 1994.
Nelly Pujols e Irma Palmieri quienes dieron vida a dichos personajes durante los años 1980, vuelven a interpretarlas en esta producción, además de contar con las actuaciones especiales de Liliana Rodríguez, Marcelo Rodríguez, María Elena Heredia y muchos más.

## Formato
Al igual que en el sketch original de Radio Rochela, las hermanas Flora (Nelly Pujols) y Hortensia (Irma Palmieri), dos ancianas solteronas y adineradas que se han mudado a la ciudad de Caracas con el fin de buscar esposos, por lo general son sorprendidas por algún famoso actor, cantante o modelo, ambas lo acosan y piden a este casarse con alguna de ellas por lo que inician discusiones y rivalidades entre Flora y Hortensia, quienes incluso ofrecen sus riquezas a sus galanes para que al final estos huyan.

## Historia

### Origen del programa
Los personajes de Flora y Hortensia se dieron a conocer en 1980 a través del sketch del mismo nombre dentro del programa de humor Radio Rochela donde se realizó el segmento por 7 años consecutivos donde cada sketch tenía a una personalidad artística masculina como invitado.
A finales de la década de los 80, varios actores, guionistas y productores fueron despedidos o renunciaron a RCTV, siendo contratados en Venevisión para el programa Cheverísimo, a los mitades de 1992, Joaquín Riviera a quien le encantaban los personajes de Flora y Hortensia, propone la idea de reestrenar "Flora y Hortensia" en El Show de Joselo, aunque con el éxito y fama de dichos personajes se aprobó que ambas tuvieran su propia serie.

### Éxito en Venevisión
Una vez estrenado el programa bajo el título Sal y Pimienta en 1993, este comenzó a ganar grandes niveles de audiencia entre los nuevos televidentes y quienes seguían a los personajes con anterioridad, el programa contó con la participación de grandes artistas como Trino Mora, Henry Stephen, Wilfrido Vargas, Gilberto Correa, Raúl Amundaray, Benjamín Rausseo, Raúl Xiques y entre muchos más. Ya en 1994, comienza a emitirse en los Estados Unidos, Chile y España, ganando más fama.

### Demanda y Cancelación
En vista del lanzamiento del programa, en RCTV se inició un proceso de demanda contra Venevisión por la realización de Sal y Pimienta con sus personajes, mientras se procesaba legalmente el caso, en Radio Rochela se reestrenó el sketch "Flora y Hortensia" reemplazando a Nelly Pujols e Irma Palmieri por Norah Suárez y Martha Piñango, aunque no fue muy bien recibido pues las actrices originales estaban interpretando sus personajes en Sal y Pimienta.
Durante las demandas, tanto los escritores como las actrices reclamaron que los personajes habían sido creados por ellas, inspirándose en 2 verdaderas mujeres que ellas habían conocido en Táchira, Venezuela. Al final de los trámites legales la demanda fue ganada por RCTV quienes ya habían registrado y patentado los personajes a su nombre.
Palmieri y Pujols se sintieron decepcionadas tras la cancelación del programa a causa de la demanda, esta última exclamó ante los medios de prensa que "Yo siempre digo que si hubiéramos sido mexicanas o colombianas, estuviéramos viviendo de ellos todavía, como El Chavo, porque esos son personajes para toda la vida. Mientras sigan saliendo artistas que tú puedas sacar y ofrecerles cochino, ahí están los personajes pegados".

## Retransmisiones
En 2018 la serie fue retransmitida nuevamente por Venevisión los viernes y sábados a la 1:00 a. m. (hora de Venezuela). Esta vez se censuraron algunas escenas debido al reglamento de la Ley de Responsabilidad Social en Radio y Televisión que se creó en 2004.

## Elenco
- Nelly Pujols - Flora
- Irma Palmieri - Hortensia
- Liliana Rodríguez - Aguacerito
- Marcelo Rodríguez - Marcelito
- María Elena Heredia

### Invitados especiales
- Juan Carlos Vivas
- Oscar De León
- Gilberto Correa
- Wilfrido Vargas
- Ricardo Peña
- Honorio Torrealba
- Miguel Moly
- Toco Gómez